# Nkoteng
Nkoteng är en ort i Kamerun.   Den ligger i regionen Centrumregionen, i den centrala delen av landet, 90 km nordost om huvudstaden Yaoundé. Nkoteng ligger 583 meter över havet och antalet invånare är 50 334.
Terrängen runt Nkoteng är platt. Trakten runt Nkoteng är glesbefolkad, med 9 invånare per kvadratkilometer. Nkoteng är det största samhället i trakten. Trakten runt Nkoteng är en mosaik av jordbruksmark och naturlig växtlighet.